# Sambirembe
Sambirembe is een bestuurslaag in het regentschap Magetan van de provincie Oost-Java, Indonesië. Sambirembe telt 1167 inwoners (volkstelling 2010).